# Přemysl Krbec
Přemysl Krbec (28. ledna 1940 Litovel – 31. srpna 2021 ) byl československý sportovní gymnasta, který se specializoval na disciplínu přeskok, ve které se v roce 1962 stal mistrem světa.

## Kariéra

### Sport
Soutěžil především v přeskoku a víceboji. Celkem čtyřikrát se mu v gymnastice podařilo získat titul mistra Československa.
Na mistrovství světa v Praze v roce 1962 získal bronzovou medaili v týmové soutěži – po Japonsku a Sovětském svazu – a zlatou medaili v přeskoku, přičemž na stupních vítězů stál před Haruhirem Jamašitou z Japonska, který získal stříbro, a Borisem Šachlinem ze Sovětského svazu a dalším japonským gymnastou Jukiem Endóem, kteří oba získali medaili bronzovou. Stal se tak zatím posledním českým gymnastou, který ve sportovní gymnastice vybojoval titul mistra světa. O rok později se stal na přeskoku mistrem Evropy. S československým družstvem sportovních gymnastů se také účastnil olympijských her v Tokiu v roce 1964, kde v soutěži družstev skončili na 6. místě.

### Umění
Založil a vedl populární gymnastickou skupinu Revmatici, s níž vystoupil v řadě veřejných společenských akcí včetně hudebně-zábavných pořadů Československé televize.
Za rok 2014 získal jako „plastický akrobat“ od nadace Život umělce ocenění Senior prix udělované jako poděkování za celoživotní uměleckou činnost.